# NO blues
NO Blues, ondertitel 100% arabicana, is een Nederlandse band, in 2004 begonnen als project van productiehuis ON (Oost-Nederland). De band speelt een vorm van fusion met elementen uit Amerikaanse muziek, folkblues, en traditionele Arabische muziek, taksim. Dit komt ook tot uiting in het instrumentarium, waarin plaats is voor zowel een elektrische gitaar als de oed. Veel nummers gaan vloeiend over van de ene stijl naar de andere. Van de in 2005 uitgebrachte cd Farewell Shalabiye ("Vaarwel schoonheid") werden meer dan 10.000 exemplaren verkocht.
De kern van de band bestaat uit Ad van Meurs, Haytham Safia en Anne-Maarten van Heuvelen. Daarnaast spelen een aantal gasten mee: Osama Maleegi (percussie), Ankie Keultjes (zang), Eric van de Lest (drums) en Tracy Bonham (viool, zang).
Na het verschijnen van hun vierde album Hela Hela in december 2010 kondigde NO Blues aan ermee te stoppen, omdat de onderlinge wrijvingen tijdens het schrijven van nummers te groot werden. Wel zou er nog een lange afscheidstournee plaatsvinden in 2011 en 2012.  Daarna verschijnt echter gewoon een vijfde album Kind of NO Blues. In februari 2015 wordt ook "gewoon" weer een zesde album aangekondigd en treden ze op tijdens het poëziefestival Het Tuinfeest in Deventer in 2016. Het is alleen nog niet bekend of het collectief verder gaat nu Ad van Meurs is overleden.

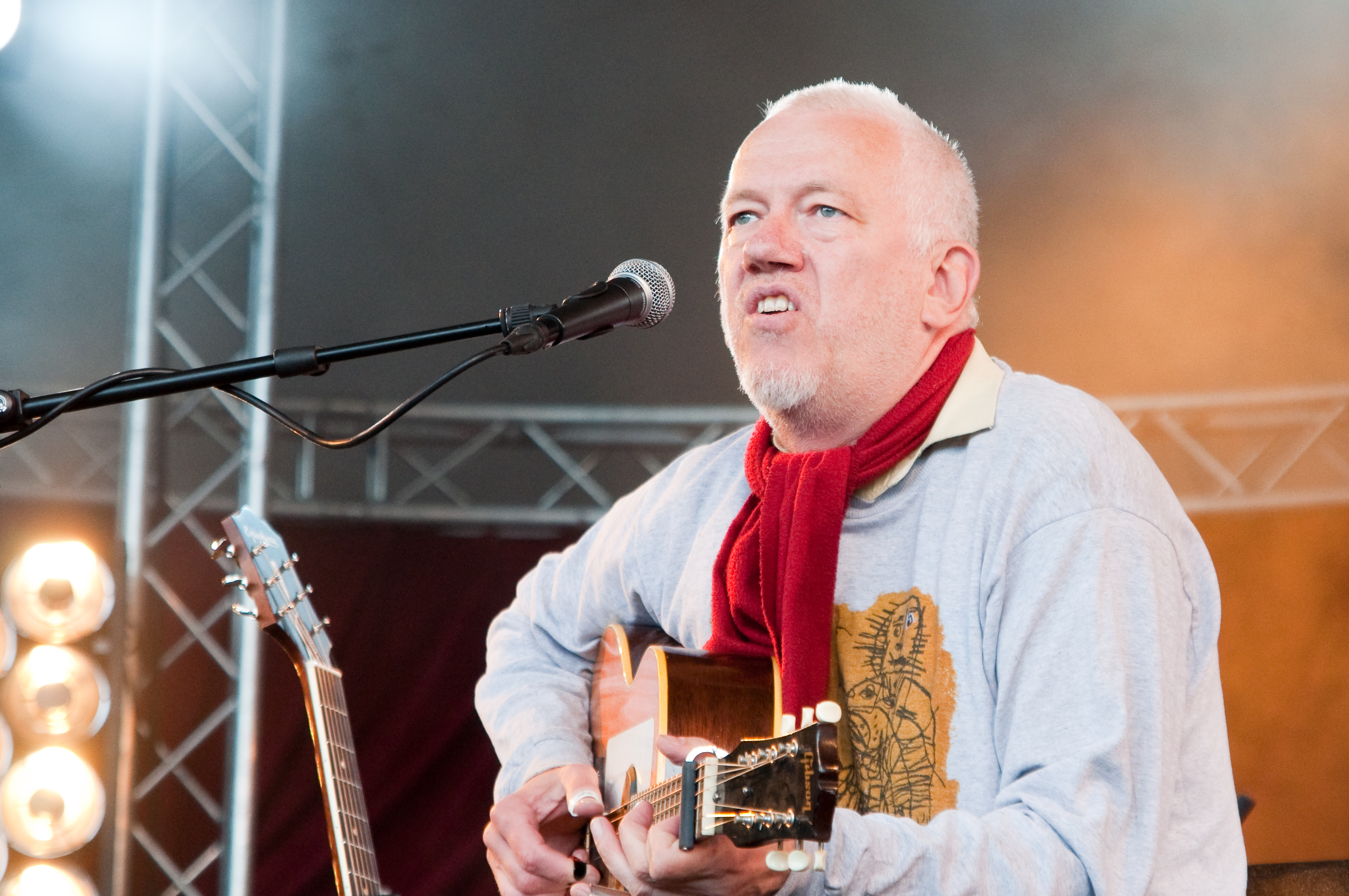
Ad van Meurs
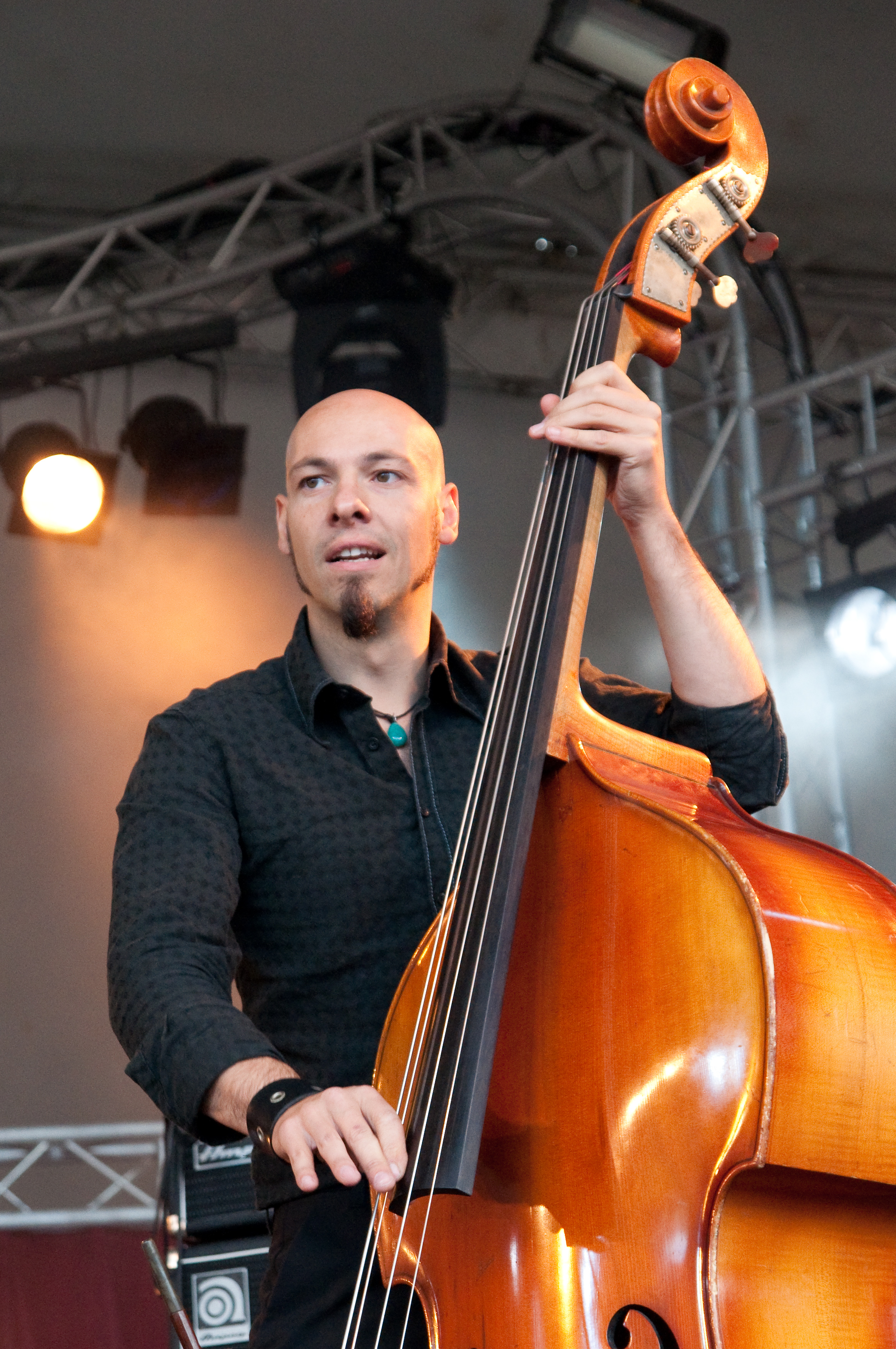
Anne-Maarten van Heuvelen
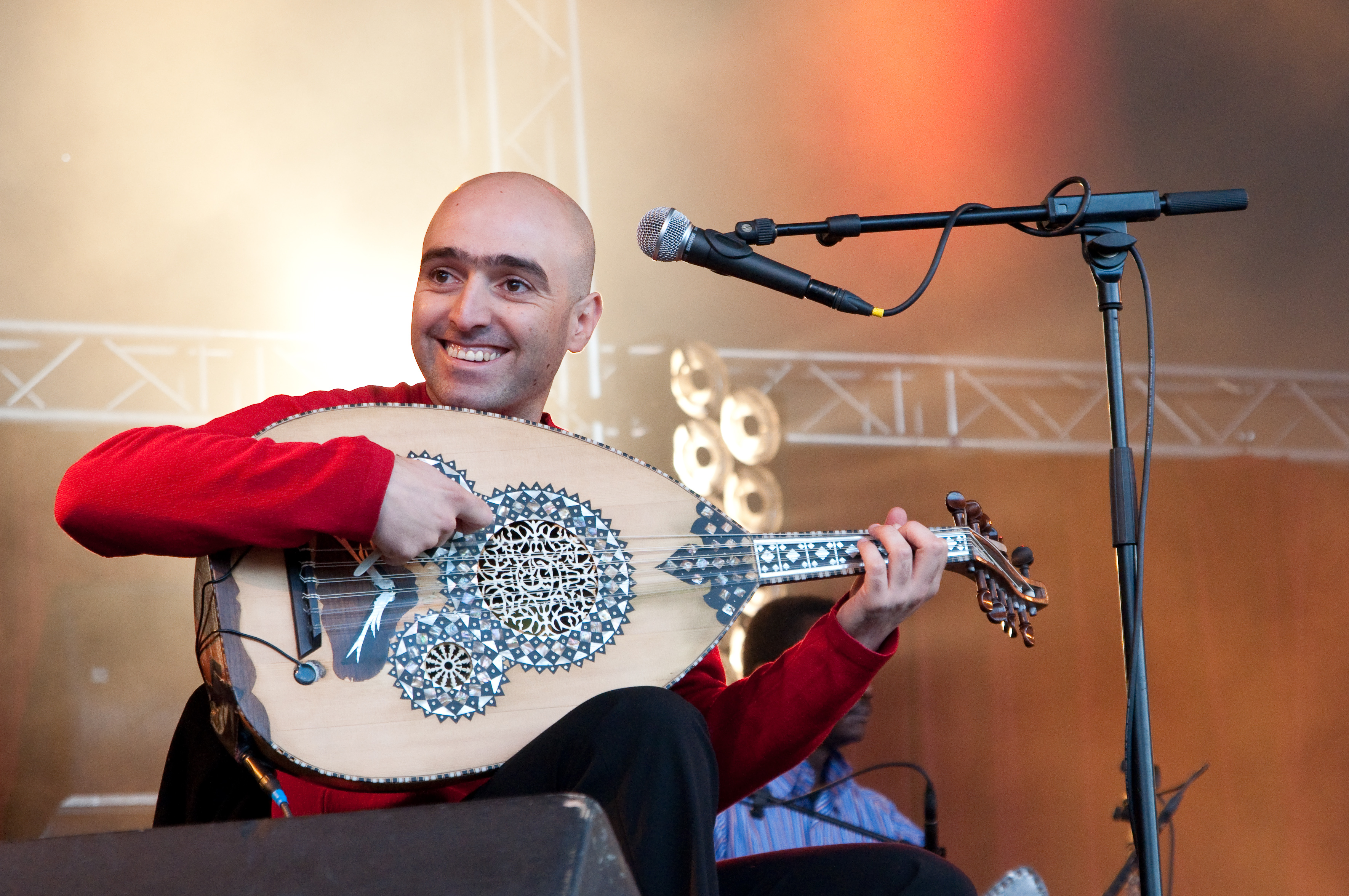
Haytham Safia

## Discografie
- Farewell Shalabiye (2005) - album
- Ya Dunya (2007) - album
- Lumen (2008) - album
- Hela Hela (2010) - album
- Kind of NO blues (2013) - album
- Oh Yeah Habibi (2015) - album
- NO blues Best of 10 years Arabicana (2016) - album